# Référendum de 2019 sur la création d'une région Sidama
Vous lisez un « bon article » labellisé en 2020.
Un référendum sur la création d'une région Sidama a lieu le 20 novembre 2019 dans la zone Sidama, l'une des quinze zones de la région des nations, nationalités et peuples du Sud (RNNPS), en Éthiopie. La population est amenée à se prononcer sur la création d'une nouvelle région à part entière, de même niveau que les autres régions d'Éthiopie. La création d'une telle région est une revendication de longue date du peuple Sidama.
La population approuve la régionalisation à une écrasante majorité, plus de 98 % des votants se prononçant en sa faveur. La gestion du référendum et de ses probables conséquences centrifuges sur le système ethno-centré de l’Éthiopie est considérée comme un test crucial pour la politique d'ouverture démocratique du Premier ministre Abiy Ahmed, en amont des élections législatives de 2020.

## Contexte

### Historique

Carte des régions éthiopiennes et des zones les composant. La région des nations, nationalités et peuples du Sud figure en violet clair, et la zone Sidama en rouge.

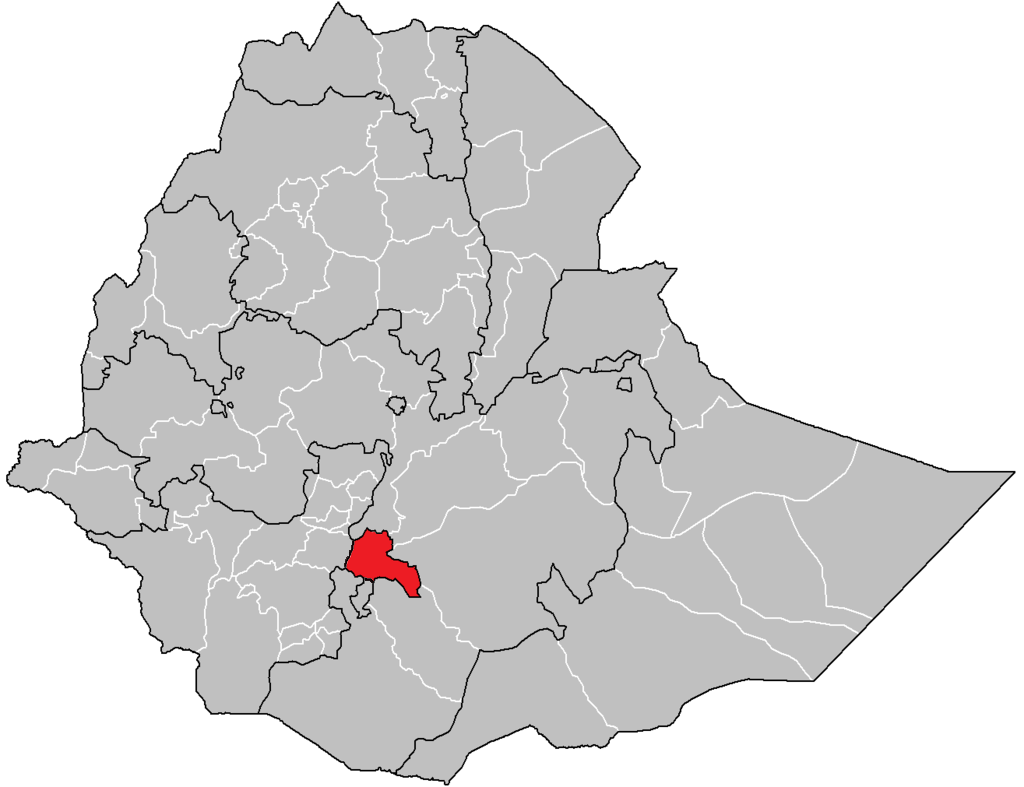
Localisation de la zone Sidama sur le territoire ethiopien.

Depuis l'entrée en vigueur de la constitution de 1994, l’Éthiopie est un État fédéral divisé en neuf régions — parfois appelées États — établies sur des bases ethniques, auxquelles s'ajoutent deux « villes régions » pour la capitale Addis-Abeba et la seconde plus grande ville du pays, Dire Dawa. Les régions sont elles-mêmes divisées en soixante-huit zones. Elles disposent de pouvoirs limités en matière d'éducation, de santé et d'organisation du territoire, peuvent lever des impôts locaux et se choisir une langue officielle.
Si la constitution utilise l’ethnicité comme base pour organiser la fédération, seules cinq des neuf régions sont à nette prédominance mono-ethnique : l'Oromia, l'Afar, le Tigré, l'Amhara et la région Somali. Les quatre restantes, dont la région des nations, nationalités et peuples du Sud (RNNPS), sont pluriethniques.
La zone Sidama est peuplée de trois millions d'habitants sur le total national de cent huit millions. Si les Sidamas représentent le cinquième groupe ethnique du pays, ils ne constituent au sein de la RNNPS qu'une majorité relative d'un peu moins de 20 %, les quatorze millions d'habitants de cette région multiethnique étant dispersés en plus d'une cinquantaine d'ethnies,. La zone est cependant dotée de plusieurs atouts économiques qui lui confèrent un certain poids politique. Deux cafés de grande valeur, le Sidamo et le Yirgacheffe, y sont cultivés, et le parc industriel de sa capitale Hawassa, dédié au textile et à l'habillement, est considéré comme l'un des fleurons de l’Éthiopie moderne,. 
Les Sidamas ont, par le passé, connu une existence administrative distincte à l'époque de l'Empire éthiopien, aboli en 1974 à la suite du renversement de l'empereur Haïlé Sélassié Ier lors de la révolution éthiopienne, récupérée par le régime militaire marxiste du Derg. Les Sidamas connaissent un bref retour à l'autonomie à la chute du Derg avec la création, en 1991, d'un État propre, mais celui-ci n'est pas conservé par la constitution de 1994, qui l'incorpore à la RNNPS. Depuis, les Sidamas ont régulièrement réclamé le rétablissement de leur région, prenant pour exemple la région Harar, qui dispose de ce statut bien qu'elle ne soit peuplée que de deux cent mille habitants. Cette demande est constitutionnellement rendue possible par l'article 47 du texte fédéral, qui donne à toute nation, nationalité ou peuple du pays le droit de former sa propre région, si les conseils locaux concernés en font la demande auprès du Conseil d'État. Ce dernier dispose alors d'un an pour fixer la date d'organisation d'un référendum, qui doit être approuvé à la majorité absolue par la population concernée,. L’Éthiopie est cependant un État autoritaire, dirigé depuis des décennies par la même coalition, le Front démocratique révolutionnaire du peuple éthiopien (FDRPE), qui réfrène toute velléité d'autonomie.

### Détente politique et montée des tensions

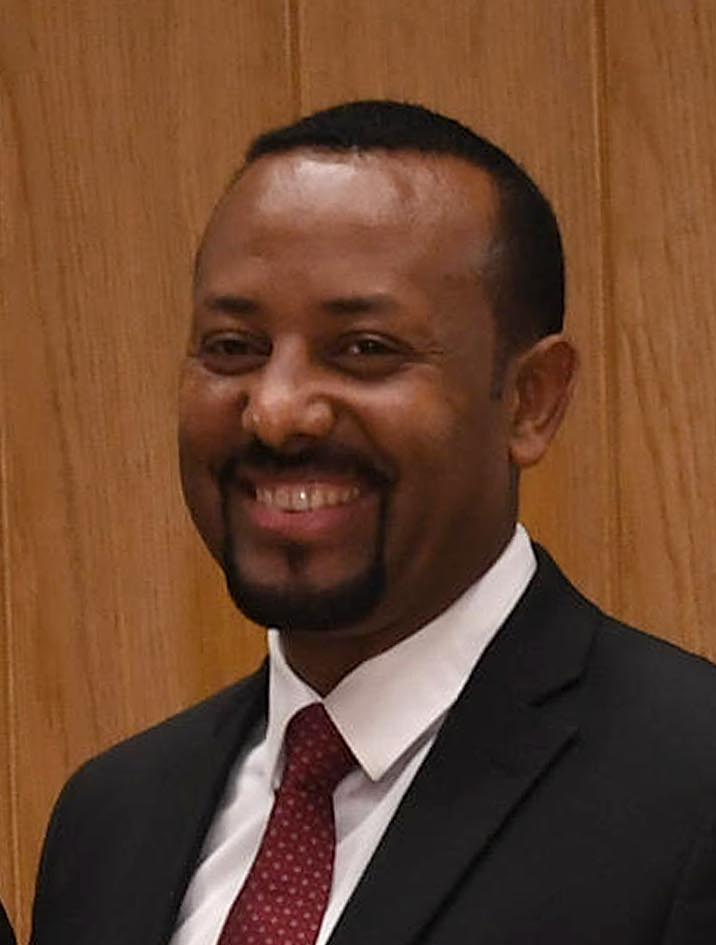
Le Premier ministre Abiy Ahmed, à l'origine d'une libéralisation politique du pays.

La situation change au début de l'année 2018 lorsque le pays est agité par des troubles socio-politiques qui conduisent en avril au report des élections municipales et à la démission du Premier ministre Haile Mariam Dessalegn. Le FDRPE nomme alors Abiy Ahmed au poste de Premier ministre d'Éthiopie le 2 avril 2018. Celui-ci se lance très vite dans un vaste programme de réformes, dont la libération de dissidents, une ouverture de l’espace démocratique ainsi que le retour à la paix avec l’Érythrée voisine, ce qui lui vaut une importante popularité et l'obtention, le 11 octobre 2019, du prix Nobel de la paix,,. Le nouveau Premier ministre s'efforce également de réformer le FDRPE en une structure nationale centralisée, celui-ci étant composé de quatre partis ethno-régionaux implantés indépendamment les uns des autres dans les régions des Oromos, des Amharas, des Tigréens et des peuples du sud. Ceux-ci sont ainsi fusionnés en une seule formation : le Parti de la prospérité,.
La libéralisation politique impulsée par Abiy Ahmed pousse les partisans de la régionalisation Sidama à mettre en avant leurs revendications. Menés par le principal parti de leur ethnie, le « Mouvement de libération sidama » (MLS), ils déposent officiellement une demande de formation d'une région autonome le 18 juillet 2018,.
Les autorités choisissent initialement d'ignorer la requête, n'y donnant pas suite. Le gouvernement craint notamment que l'octroi de cette autonomie ne suscite des demandes similaires chez les nombreuses autres ethnies, fragilisant le pays. Au moins huit autres groupes ethniques chercheraient ainsi à emboîter le pas aux Sidamas. Devant le silence des autorités, le MLS menace de proclamer unilatéralement l'autonomie, jugeant que l'absence de mise en place du référendum vaut acte de validation par le gouvernement. La constitution, rédigée de manière peu précise, peut en effet faire l'objet d'une interprétation très large de son article 47. Début juillet 2019, des réunions de responsables politiques sidamas sont empêchées par les autorités, suscitant des manifestations au cours desquelles des manifestants en colère affrontent les forces de l'ordre et bloquent les principaux accès de la capitale de la zone, Hawassa. Les violences qui s'ensuivent s'étendent aux villes avoisinantes dont, notamment, Woreta Rassa et Yirgalem. Ces heurts entre manifestants et policiers interviennent dans le contexte national d'une spirale de violences intercommunautaires : de nombreux conflits larvés entre ethnies éclatent fin 2018 après la levée soudaine du carcan de l'État policier, conduisant à des massacres interethniques. L’Éthiopie compte alors trois millions de déplacés internes,.

### Dénouement

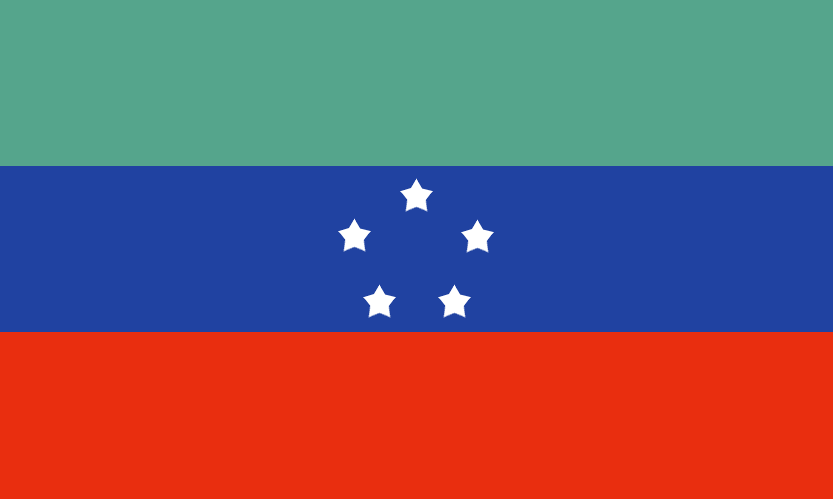
Drapeau Sidama.

Devant la montée des tensions à l'approche de la date limite du 18 juillet 2019, qui voit la mort de quatre manifestants à la suite de tirs à balles réelles de la part de soldats, le gouvernement finit par céder. Le Conseil électoral national proclame le jour même l'organisation du référendum d'autonomie dans les cinq prochains mois, la date exacte devant être annoncée dans de brefs délais. Le gouvernement soutenait alors n'avoir reçu la demande qu'en novembre 2018. Malgré le décalage de date, auparavant jugé inacceptable par le MLS, son porte-parole, Desalegne Mesa, déclare accepter le nouveau calendrier pour mettre un terme aux violences. Le bilan les jours suivants s'établit à cinquante-trois morts, les affrontements se poursuivant malgré tout pendant plusieurs jours avant le retour au calme,. Le dénouement de la crise aurait fait l'objet de négociations de dernière minute entre les différents acteurs politiques,,.
Dans les semaines qui suivent, Abiy Ahmed semble temporiser, évoquant dans un discours au parlement la complexité de la question, qui pourrait éventuellement nécessiter un amendement constitutionnel, le nombre et le nom des neuf régions étant explicitement mentionnés dans la constitution. Or, un tel amendement nécessiterait un vote favorable à la majorité des deux tiers par les membres des deux chambres du parlement fédéral réunies en congrès, suivi du vote favorable d'au moins deux tiers des neuf conseils régionaux. Bien qu'en partie fondé, l'argument est considéré par les observateurs comme une manière détournée pour le Premier ministre de s'extraire d'une situation délicate. L'article 47 disposant qu'un nouvel État approuvé par référendum n'a pas besoin de demander son adhésion, la situation mène à des interprétations divergentes. Pour autant, le gouvernement fédéral, celui de la zone Sidama ainsi que celui de la RNNPS choisissent, comme en juillet, de s'orienter vers une solution négociée et confirment l'organisation du référendum.

## Organisation

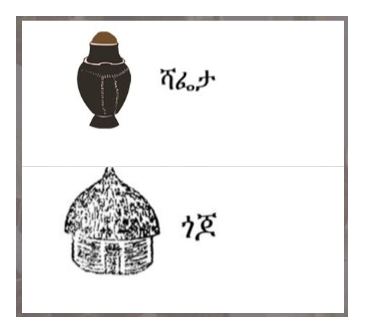
Pictogrammes utilisés.

Le 29 août, le bureau électoral national d’Éthiopie (NEBE) annonce la tenue du référendum pour le 13 novembre 2019. Le 15 octobre, le scrutin est cependant repoussé d'une semaine par décision du NEBE afin de bénéficier de plus de temps pour les préparatifs. Plus de 8 500 assesseurs répartis dans plus de 1 700 bureaux de vote sont ainsi déployés pour le scrutin, pour un budget total de 75 615 015 Birr (environ 2 330 000 euros). Le jour du scrutin est, par la suite, déclaré férié. Le bulletin de vote, écrit en Amharique, comporte une partie « Pour » associée au symbole d'une Shafeta, un vase traditionnel Sidama, et une partie « Contre » associée à une Godjo, une large hutte traditionnelle dont le symbole figure sur le drapeau de la RNNPS,.
Les heurts interethniques dans le reste du pays continuent par ailleurs de manière sporadique, notamment au sein de la région Oromia où quatre-vingt-six personnes trouvent la mort début novembre consécutivement à des appels à manifester de la part du nationaliste Oromo Jawar Mohammed qui accuse le Premier ministre de planifier son assassinat après le retrait de ses gardes du corps.
L'inscription des électeurs sur les listes électorales, planifiée du 2 au 16 novembre, a lieu dans le calme, malgré un report de plusieurs jours dû au retard de l'acheminement du matériel dans les zones rurales les plus éloignées,. Les inscriptions ont lieu dans les futurs bureaux de vote mis en place dans la principale ville, Hawassa, et les 598 autres localités composant la zone Sidama, pour un total de 2 280 147 électeurs inscrits. De nombreux drapeaux et bannières encourageant à participer au scrutin et à voter en faveur de la régionalisation y fleurissent, tandis qu'un important dispositif de sécurité est établi autour des bureaux de vote. Depuis le mois de juillet, la zone est sous le contrôle direct de la police fédérale et de l'armée, dont les soldats patrouillent les rues. Le parlement de la RNNPS vote le 18 octobre par 168 voix pour, 55 contre et 23 abstentions l'établissement de l'éventuelle future capitale de la région Sidama à Hawassa, dans la woreda d'Awasa Zuria. Le siège du gouvernement de la RNNPS, déjà établi à Hawassa, doit s'y maintenir en cas de vote favorable jusqu'à ce que les fonds alloués à son fonctionnement soient répartis entre elle et la nouvelle région Sidama. La période de transition devant permettre à la RNNPS d'établir une nouvelle capitale est fixée aux mandats des deux prochaines élections de la Chambre des représentants des peuples, soit théoriquement dix ans. Sur demande du bureau électoral, le conseil régional vote une résolution réaffirmant le droit des individus n'appartenant pas à l'ethnie Sidama à travailler et à s'établir dans la future région, en accord avec la constitution fédérale.

## Résultats
Le scrutin se déroule dans le calme. Les bureaux de vote sont ouverts de six heures à dix-huit heures, et les résultats préliminaires rendus publics le samedi 23 novembre. Ils donnent le « Oui » vainqueur à 98,52 % pour un taux de participation de 99,86 %,. Les résultats définitifs, publiés par le bureau électoral national le 4 décembre, donnent des résultats légèrement différents, le NEBE ayant constaté des irrégularités dans 233 bureaux de vote sur 1 861, et annulé ceux avec une différence de plus de dix bulletins, soit 169 bureaux, pour un total de 248 097 bulletins de vote.
| Choix                     | Votes     | %     |
| ------------------------- | --------- | ----- |
| Pour                      | 1 984 283 | 98,51 |
| Contre                    | 30 018    | 1,49  |
|                           |           |       |
| Votes valides             | 2 014 301 | 88,38 |
| Votes blancs et invalides | 16 624    | 0,73  |
| Votes annulés             | 248 097   | 10,89 |
| Total                     | 2 279 022 | 100   |
| Abstention                | 25 555    | 1,11  |
| Inscrits/Participation    | 2 304 577 | 98,89 |

Approuvez-vous la régionalisation de la zone Sidama ?
| Pour 1 984 283 (98,51 %) |
| ▲                        |
| Majorité absolue         |

## Analyse

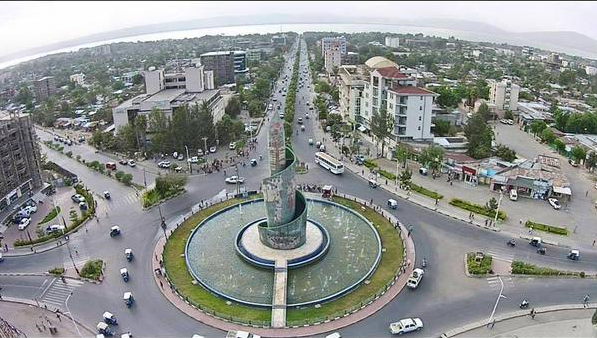
Centre ville d'Hawassa, capitale de la nouvelle région.

Une victoire du « Oui » est jugée largement assurée bien avant que la population ne se rende aux urnes le 20 novembre,. Le référendum est vu comme le premier véritable test de la politique d'ouverture démocratique du Premier ministre Abiy Ahmed, aucun scrutin n'ayant encore jamais été organisé depuis son arrivée au pouvoir. L'opposition est ainsi très attentive à la façon dont l’État est susceptible de réagir face à la victoire d'un groupe qu'il cherchait jusque-là à minimiser ou étouffer, en vue du prochain scrutin à l'échelle nationale. Les élections législatives prévues courant 2020 pourraient en effet s'avérer les plus ouvertes de l'histoire récente du pays.
Les membres d'autres ethnies vivant dans la zone Sidama affichent leurs craintes que la régionalisation ne conduise à l'institutionnalisation de discriminations à leur encontre, notamment dans la capitale régionale Hawassa dont la population est davantage pluriethnique. Les dirigeants du Mouvement de libération Sidama s'efforcent quant à eux de se montrer rassurants, affirmant vouloir « un espace politique, économique et social fait pour accueillir tous les groupes ethniques qui vivent avec le peuple sidama ».
Le référendum est suivi très attentivement par les différentes minorités ethniques du pays. Le souhait d'une région propre est partagé par une douzaine d'entre elles qui, jusque là dans l'attente de la réponse des autorités, sont susceptibles d'emboîter le pas aux Sidama en cas de résultats probants. Le scrutin fait ainsi figure de test crucial pour la mise en pratique du principe constitutionnel accordant à tous les groupes ethniques la possibilité d'obtenir leur propre région. Un feu vert donné à cette pratique conduirait probablement à l'éclatement de la Région des nations, nationalités et peuples du Sud, tandis que le système politique éthiopien dans son ensemble serait soumis au défi de gérer son application tout en maintenant la paix entre les différents groupes ethniques,. Ces évènements contraignent en outre Abiy Ahmed à faire appliquer une régionalisation ethnique alors même que celle-ci va à l'encontre de sa volonté de faire fusionner les différents partis ethno-régionaux de la coalition au pouvoir. Le Premier ministre se retrouve ainsi tiraillé entre une politique de centralisme visant au détachement de l'enjeu ethnique, et celle d'une ouverture politique — à l'origine du référendum ethno-centré — qu'il a lui-même instaurée à son arrivée au pouvoir,.

## Conséquences
Dès le lendemain du scrutin, une déclaration d'Abiy Ahmed donne un signal fort en faveur de la reconnaissance du processus de régionalisation par l’État. Le Premier ministre « félicite les citoyens et les institutions impliqués pour avoir tenu le référendum dans la paix et la démocratie », qualifiant le vote de démonstration de la capacité des Éthiopiens à régler leurs différences dans les urnes et permettre à la démocratie de prévaloir. Sa déclaration est suivie des conférences de presse données par l'administrateur de la zone, Desta Lendamo, et par le maire d'Hawassa, Tiratu Beyene, tous deux s'accordant à qualifier le scrutin de paisible, sans incident à déplorer, et constituant une expérience importante pour l'organisation des élections nationales à venir.
Le bureau électoral national d’Éthiopie rend publics les résultats définitifs le 4 décembre. Ceux-ci donnent une majorité écrasante de 98,54 % des suffrages exprimés en faveur de la régionalisation, pour une participation de 98,89 %. La régionalisation intervient finalement sept mois plus tard par un vote en ce sens du conseil régional de la RNNPS le 18 juin 2020,. Passé cette étape-clé, la Sidama se dote d'une Constitution et de son propre conseil régional afin de jouir pleinement de son nouveau statut semi-autonome de dixième région d’Éthiopie.

## Suites
Deux autres référendums locaux en 2021 et 2023 amènent avec des résultats similaires à la création des régions d'Éthiopie du Sud-Ouest et d'Éthiopie du Sud à partir de plusieurs zones de la région des nations, nationalités et peuples du Sud (RNNPS),.